# Masataka Kani
Masataka Kani (født 18. april 1991) er en japansk fodboldspiller, som spiller for den japanske fodboldklub Gainare Tottori.